# NGC 1220
NGC 1220 (również OCL 380) – gromada otwarta znajdująca się w gwiazdozbiorze Perseusza. Odkrył ją John Herschel 28 listopada 1831 roku. Jest położona w odległości ok. 5,9 tys. lat świetlnych od Słońca.